# Super Robot Wars 64
Super Robot Wars 64 (スーパーロボット大戦６４?, Sūpā Robotto Taisen Rokujūyon) è un videogioco pubblicato per Nintendo 64 nel 1999, come parte della serie creata dalla Banpresto Super Robot Wars. Il titolo non è mai stato pubblicato al di fuori del Giappone.

## Modalità di gioco
In Super Robot Wars 64 vengono introdotti gli attacchi combinati, sferrabili da mecha appartenenti a serie correlate tra loro quando sono posizionati nelle vicinanze.

## Serie presenti nel gioco
- Serie originali create dalla Banpresto
- Aura Battler Dunbine
- Blue Comet SPT Layzner
- Getter Robot
  - Getter Robot G
  - Shin Getter Robot
- Giant Robot - Il giorno in cui la Terra si fermò (debutto)
- Invincible Steel Man Daitarn 3
- Mazinga Z
  - Great Mazinga
  - UFO Robot Goldrake
- Mobile Suit Gundam
  - Mobile Suit Gundam: The 08th MS Team
  - Mobile Suit Gundam 0083: Stardust Memory
  - Mobile Suit Z Gundam
  - Mobile Suit ZZ Gundam
  - Mobile Suit Gundam: Char's Counterattack
  - Mobile Fighter G Gundam
  - New Mobile Report Gundam Wing
    - New Mobile Report Gundam Wing: Endless Waltz
- Six God Combination Godmars (debutto)
- Super Beast Machine God Dancougar
- Super Electro Robo Combattler V

Alcuni mecha possono essere utilizzati se prima vengono acquisiti nel gioco per Game Boy Color Super Robot Wars – Link Battler, e poi importati tramite Transfer Pak nel salvataggio.
- Invincible Super Man Zambot 3
- Mobile Suit Gundam F91
- Goshogun